# Aborto en Chiapas
La Interrupción Legal del Embarazo en Chiapas refiere al status legal que tiene la llamada ILE en ese estado mexicano, donde el aborto inducido está parcialmente despenalizado de facto desde agosto de 2023 (por el amparo en revisión AR 79/2023 de la Suprema Corte de Justicia de la Nación), y de iure desde diciembre de 2023, a petición de cualquier mujer gestante en la entidad hasta la sexta semana (duodécima semana antes de septiembre de 2024); además de las causales de violación, imprudencial y alteración al producto.
El 7 de noviembre del 2024, la SCJN ordenó al Congreso de Chiapas a que legalice el aborto en la entidad, y 13 días después el Congreso aprobó reformas a su constitución local a favor de los derechos humanos de las mujeres y personas gestantes, de manera que se elimina la protección legal de la vida desde la concepción. El 26 de noviembre el Congreso avaló la reforma que elimina del Código Penal el delito de aborto hasta las 12 semanas de gestación.

## Marco normativo actual
|  |  |
|  |  |

### Constitución Política
La constitución política de Chiapas dictaba, en el cuarto párrafo de su artículo 4°, el derecho a la vida de todo ser humano desde el momento de su concepción, a partir de una disposición aprobada en 2009:
El estado reconoce, protege y tutela, el derecho a la vida que todo ser humano tiene desde el momento de la concepción, entra bajo la protección de la Ley y se reputa como nacido para todos los efectos legales correspondientes, hasta su muerte natural, salvo las excepciones que establezca la legislación penal.
El 7 de noviembre del 2024, la SCJN ordenó al Congreso de Chiapas a legislar sobre el derecho de las mujeres y las personas gestantes a la interrupción del embarazo, mandato que el Congreso discutió y reformó el 20 de noviembre del mismo año. La reforma, aprobada con 33 votos a favor, 1 en contra y 0 abstenciones, modificó el artículo para que quedara como "El Estado reconoce, protege y tutela, el derecho de la vida que todo ser humano tiene. Sin perjuicio de las excluyentes de responsabilidad previstas en la legislación penal del estado de Chiapas”.

### Regulación penal previo a la reforma de noviembre, 2024[7]
| Artículo | Concepto | Descripción |
| -------- | --- | --- |
| 70       | Tratamiento contra adicciones, desintoxicación, medidas reeducativas, tratamiento psicoterapéutico integral y protección a la dignidad humana | A la mujer que voluntariamente consienta que se le practique un aborto, se someterá a la atención integral con perspectiva de género siempre que lo solicite. Los tratamientos señalados no podrán exceder en su duración de la pena impuesta.  |
| 178      | Definición | La muerte del producto de la concepción en cualquier momento de la preñez, aunque éste se produzca fuera del seno materno. |
| 179      | Sanciones por asistir en un aborto con consentimiento y ser profesional de la salud                                                           | 1 a 3 años de prisión, con suspensión de la profesión, por el término de la duración de la pena. |
| 180      | Sanciones por asistir en un aborto sin consentimiento y ser profesional de la salud                                                           | 3 a 6 años de prisión, o de 6 a 8 años de prisión en caso del uso de violencia física o moral, con suspensión de la profesión por el término de la duración de la pena.                                                                         |
| 181      | Causal del aborto legal | Cuando el embarazo sea consecuencia de violación, cuando la madre embarazada corra peligro de muerte, cuando se determine que el producto sufre alteraciones genéticas o congénitas que le haga nacer con trastornos físicos o mentales graves. |
| 183      | Sanciones por aborto consentido | Sanción en términos a lo dispuesto en el artículo 70. |

## Iniciativas de despenalización
En 2009, se reformó la Constitución política de Chiapas para otorgar protección a la vida desde la concepción como parte de una estrategia de grupos provida, quienes se movilizaron tras la despenalización parcial del aborto en Ciudad de México.
En 2014, se reformó el Código Penal de Chiapas para incluir un capítulo dedicado al tratamiento contra adicciones, desintoxicación, medidas reeducativas, tratamiento psicoterapéutico integral y protección a la dignidad humana, el cual considera dentro de su artículo 70 una atención integral y tratamiento para las mujeres que consientan voluntariamente a practicarse un aborto.
El 4 de mayo del 2023, el Congreso aprobó la interrupción del embarazo hasta los 90 días de gestación en caso de que sea consecuencia de una violación, la madre corra peligro o se determine que el producto sufre alteraciones genéticas o congénitas al reformar el artículo 181 de su Código Penal, Dicha reforma tuvo 23 votos a favor, 10 abstenciones y 3 votos en contra. La asociación civil Oficinas de Enlace Internacional Avivando México AC solicitó una consulta popular para defender los derechos de los no nacidos en el estado.
El 7 de noviembre del 2024, la SCJN ordenó al Congreso de Chiapas a que legalice el aborto en la entidad, y el 20 de noviembre del mismo año, el Congreso aprobó reformas a su constitución local a favor de los derechos humanos de las mujeres y personas gestantes, de manera que se elimina la protección legal de la vida desde la concepción. 4 días después, el Congreso aprobó la reforma al artículo 181 del Código Penal con 33 votos a favor, 1 en contra y 4 abstenciones, de manera que las mujeres y personas gestantes puedan abortar hasta la semana 12 sin consecuencias penales.

## Datos

### Estadísticas
Hasta la fecha y al igual que las otras entidades, a excepción de la CDMX, tanto la secretaría de salud como los servicios de salud del estado (SSA-CHIS) aún no pública, de manera accesible y constante, información sobre el número de procedimientos (totales, por año o por unidad de atención), sobre las usuarias o los usuarios (procedencia, edad, nivel educativo, estado civil, ocupación, número de hijos o semanas de gestación) o sobre el tipo de procedimiento.

### Unidades, procedimientos y requisitos
Hasta la fecha y al igual que las otras entidades, a excepción de la CDMX, tanto la Secretaría de Salud como los servicios de salud del estado (SSA-CHIS) aún no ha facilitado la información sobre procedimientos, requisitos o unidades de atención.
Según el Directorio de Servicios de Aborto Seguro, programa federal a cargo del Centro Nacional de Equidad de Género y Salud Reproductiva (CNEGSR), existen 5 unidades (hospitales o clínicas) pertenecientes al sistema de salud local para atender los casos, los cuales son:
- Clínica para la Atención de Parto Humanizado Tuxtla, ubicado en la colonia El Retiro de la ciudad de Tuxtla Gutiérrez.
- Hospital Básico Comunitario Berriozábal, ubicado en la colonia Barrio Pénjamo de la ciudad de Berriozábal.
- Hospital General Palenque, ubicado en la colonia Centro de la ciudad de Palenque.
- Hospital de la Mujer San Cristóbal, ubicado en la colonia Barrio Santa Lucía de la ciudad de San Cristóbal de las Casas.
- Hospital General Tapachula, ubicado en la colonia Finca Santa Teresa, de la ciudad de Tapachula.

Y 2 unidades (hospitales o clínicas) del ISSSTE, los cuales son:
- Hospital General "Dr. Belisario Domínguez", ubicado en la colonia Fraccionamiento Las Torres de la ciudad de Tuxtla Gutiérrez.
- Clínica Médico Familiar Tuxtla Guiterrez, ubicado en la colonia Penipak de la ciudad de Tuxtla Gutiérrez.

También se han instalado otras clínicas privadas en las principales ciudades de la entidad.
Como indica la guía federal del Lineamiento Técnico para la atención del Aborto Seguro en México (siguiendo los estándares de la Organización Mundial de la Salud), en la actualidad, el legrado uterino instrumental se considera obsoleto, nocivo y está totalmente desaconsejado. En su lugar, los protocolos federales sugieren dos abordajes para interrumpir embarazos de manera segura y de calidad, siempre y cuando se realicen bajo las condiciones médicas correctas y en un contexto de legalidad:
- Aborto farmacológico, con el uso de mifepristona y misoprostol por diferentes vías (vestibular, vaginal o sublingual) ya sea combinado (ambas sustancias) o de manera individual (misoprostol únicamente). Ambos medicamentos provocan dilatación del cérvix y contracciones uterinas que contribuyen a la expulsión de su contenido. La dosis y vía de administración del tratamiento depende de las semanas de gestación o del antecedente de cirugías uterinas previas. Se considera no invasivo por lo que no necesita de un antibiótico profiláctico (previo a la intervención). En el régimen combinado (comparado con el individual) el tiempo para la resolución del aborto es menor (en horas o días) y suele haber menos molestias posteriores. Su éxito terapéutico podría disminuir conforme aumenta la edad gestacional. Antes de la semana 10, el procedimiento puede realizarse total o parcialmente autogestionado y con una asesoría o vigilancia mínima (ya sea por prestador/a de servicios de salud o por colectiva de acompañamiento). En cambio, entre la semana 10 y 12 se requiere mayor seguimiento y vigilancia por el personal especializado. Está contraindicado en presencia de inestabilidad hemodinámica y sepsis.
- Aborto quirúrgico, a través de la succión del producto con la ayuda de instrumentación médica de operación manual o eléctrica (como cánulas, tubos o bombas). Sí precisa de antibiótico profiláctico (previo a la intervención), así como de bloqueo paracervical y analgésicos. Las molestias posteriores serían mínimas y la resolución del aborto es inmediata. También es conocido como aspiración endouterina y es la primera elección cuando hay presencia de inestabilidad hemodinámica y sepsis.

Al tratarse de procedimientos médicos, se tiene la posibilidad de presentar pequeñas molestias que pueden controlarse satisfactoriamente si se toman las medidas preventivas y se sigue fielmente las recomendaciones del personal especializado. Estas pueden ser dolor cólico y sangrado transvaginal, ligeramente mayor a lo experimentado en una menstruación. La intensidad de lo anterior disminuirá de manera progresiva, aunque podría continuar en menor cantidad y de manera esporádica durante las primeras 4 a 6 semanas. También se puede experimentar algo de fiebre en las primeras 24 horas, la cual cederá con la ingesta de antipiréticos. Así mismo, para evitar el riesgo de infección, se deberán tomar medidas de higiene vaginal y no se recomienda tener relaciones sexuales en un periodo aproximado de dos semanas.
Igualmente, existe una pequeña posibilidad, y bastante infrecuente, de experimentar algunos riesgos. De esta manera, la o el paciente deberá buscar atención médica inmediata ante los siguientes datos de alarma: ausencia de sangrado o cantidad mínima de este (sobre todo entre las primeras 4 a 6 horas posteriores ya que puede indicar fallo en el procedimiento o un embarazo ectópico), un sangrado persistente y progresivo (que empape más de dos toallas higiénicas por hora durante dos horas consecutivas), secreción fétida, debilidad, mareo, reacciones alérgicas a algún medicamento (como exantemas o edemas faciales o bucales), así como fiebre o malestar general después de las primeras 24 horas.
En el primer trimestre, los procedimientos siempre deberían ser ambulatorios, por lo que pueden realizarse en cualquier unidad de primer nivel (centros de salud o clínicas familiares). En el segundo trimestre se requeriría de atención intrahospitalaria, por lo que pueden realizarse en cualquier unidad de segundo nivel (hospitales generales o regionales).
Así mismo, el Lineamiento Técnico para la atención del Aborto Seguro en México hace hincapié en dos leyes federales fundamentales: la NOM-046-SSA2-2005 y la Ley General de Víctimas (LGV). Estas dos últimas normatividades señalan que para acceder a la Interrupción Voluntaria del Embarazo (en caso de violación) no se necesita presentar denuncia previa ante el Ministerio Público o contar con la autorización de éste. Debido al principio de buena fe, el único requisito es una solicitud por escrito bajo protesta de decir la verdad, en la que se manifiesta que dicho embarazo es producto de una violación. El personal de los servicios de salud no está obligado a verificar el dicho de las y los solicitantes. Las personas menores de 12 años requieren autorización de madre, padre, tutor o representante legal. En cambio, las y los menores de edad, pero mayores de 12 años ya no necesitan de aquel permiso (pueden tomar la decisión de manera autónoma). Finalmente, ni la LGV ni la NOM-046-SSA2-2005 establecen límites gestacionales para hacer valer el derecho al aborto cuando existe una agresión sexual. La misma SCJN ha emitido sentencias que validan todo lo anterior (amparos en revisión AR-601/2017, AR-1170/2017, AR-438/2020 y AR-438/2020; controversias constitucionales CC 53/2016 y CC 45/2016).
Finalmente y posterior a la consejería, las y los pacientes tendrían que llenar y firmar formatos sobre el consentimiento informado pues representa el principal instrumento jurídico y ético para que la persona sea dueña efectiva de sus decisiones, como corresponde a su dignidad y autonomía. A través de este documento, las personas usuarias del servicio otorgarán o no su autorización para cada uno de los procedimientos (como la modalidad de abordaje o el método anticonceptivo posterior), las posibles alternativas o los probables riesgos. Así mismo, las y los pacientes tienen el derecho y facultad de poder revocarlo si así lo quieren. En caso de personas con discapacidad transitoria o permanente, el consentimiento informado debería ser suscrito por el familiar más cercano o el tutor / representante legal. En casos extremos, cuando no exista acompañante y la persona usuaria cuenta con una discapacidad, el personal médico (previa valoración y con el acuerdo de por lo menos dos profesionales) podrían otorgar el consentimiento informado.